# Сплитский собор
Сплитский собор, Собор Святого Дуйма (Дуэ, Домна) — католический собор в городе Сплит, Хорватия. Кафедральный собор архиепархии Сплит-Макарска, памятник архитектуры. Древнейший действующий кафедральный собор мира. Основная часть собора — бывший императорский мавзолей. В числе прочих памятников Дворца Диоклетиана включён в список Всемирного наследия ЮНЕСКО.
Собор обычно называют по имени святого Домна (хорв. Dujam, хорв. Duje), бывшего в III веке епископом Салоны, хотя ему посвящена лишь колокольня собора, а храм посвящён Деве Марии. Епископ Домн в числе других христиан стал мучеником в ходе гонений христиан при Диоклетиане в 303—304 годах.
Собор находится в центре Диоклетианова дворца, его фасад обращён к западу и выходит на перистиль дворца. Сплитский собор состоит из трёх частей, построенных в разные эпохи. Основная часть храма — восьмиугольный в плане бывший мавзолей императора Диоклетиана, возведённый на стыке III и IV веков. Хоры собора построены в XVII столетии. Высокая колокольня рядом с собором была возведена в 1100 году и перестроена в 1908 году. Несмотря на различие эпох, все части собора построены из одних материалов — туфа, добытого в местных реках и белого известняка с острова Брач.

## Интерьер
Несмотря на переделку здания бывшего мавзолея в христианский собор, архитектура строения и ряд элементов интерьера сохранились неизменными. Два ряда колонн внутри собора поддерживают богато декорированные фризы. В римскую эпоху купол мавзолея был украшен мозаикой, однако от неё ничего не осталось. Саркофаги императорской четы располагались в центре сооружения, они были уничтожены в VII веке. На фризе под куполом сохранились барельефы Диоклетиана и его жены Приски в лавровых венках.
Из числа предметов искусства христианского периода особо ценны деревянные дверные створки XIII века при входе в церковь. Они имеют размеры 5,3 на 3,6 метра и богато украшены гравировкой. На каждой створке выгравировано по 14 сцен из жизни Христа, все изображения окаймлены сложным орнаментом. Каменная кафедра слева от входа выполнена в XIII веке в романском стиле. В боковой часовне Св. Дуэ в юго-восточной нише собора находится готический алтарь XV века, авторства Бонино из Милана. Алтарь часовни Св. Станислава в северо-восточной нише с резным рельефом, изображающим бичевание Христа, выполнен Юраем Далматинцем. Северный алтарь более поздний, создан в 1767 году Г. Морлаитером в стиле барокко. Главный алтарь собора создан одновременно с хорами в XVII веке.
Крипта собора также имеет римское происхождение, в христианский период здесь была устроена часовня Святой Луции.
В сокровищнице собора хранится богатая коллекция предметов церковного искусства: ковчеги с мощами, иконы и т. д. Кроме того в собрании представлено большое количество ценных средневековых книг и рукописей.
В память Святого Дуйма ежегодно 7 мая совершается крестный ход вокруг Сплита. Литургию служат на церковно-славянском, по глаголическим книгам. При титовской власти крестный ход совершался только вокруг Сплитского собора, вокруг города было запрещено.